# Associazione Calcio Cuneo 1905 2010-2011
Questa pagina raccoglie le informazioni riguardanti l'Associazione Calcio Cuneo 1905 nelle competizioni ufficiali della stagione 2010-2011.

## Risultati

### Serie D

#### Poule scudetto
| 22 maggio 2011 Giornata 1 | Treviso | 1 – 1 | Cuneo |  |

| 4 giugno 2011 Giornata 3 | Cuneo | 4 – 1 | Mantova |  |

| Arbitro: | Rasia (Bassano del Grappa) |

|                                         |                      |                              |
| Fantini 17’                             | Marcatori            | 26’ (aut.) Sentinelli        |
| Fantini Buelli Lodi Sentinelli Mazzotti | Tiri di rigore 4 – 2 | Palumbo Sekkoum Toscano Izzo |

| Arbitri: | Sacchi (Macerata) Ceravolo (Catanzaro) Tamburini (Faenza) |

|              |           |  |
| Di Paola 67’ | Marcatori |  |